# انجمن متخصصین علوم آزمایشگاهی بالینی ایران
انجمن متخصصین علوم آزمایشگاهی بالینی ایران نام انجمن علمی در حوزهٔ علوم آزمایشگاهی است.